# ام۸۳ (گروه موسیقی)
ام۸۳ (انگلیسی: M83) نام یک گروه موسیقی در سبک موسیقی الکترونیک است که در لس آنجلس فعالیت می‌کند. این گروه در سال ۲۰۰۱ در آنتیب فرانسه توسط عضو اصلی آن آنتونی گونزلاز به وجود آمد. این گروه هفت آلبوم استودیویی منتشر کرده‌است که آلبوم عجله کن ما داریم رؤیا می‌بینیم نامزد جایزه گرمی شده‌است. معروفترین ترانه آنها شهر نیمه‌شب است.